# 단형
단형(單型, monotypic taxon)은 단 하나의 하위 분류군을 가지고 있는 분류군을 뜻한다.

## 예시
- 케울레나무
- 땅돼지
- 도라지
- 세팔로투스
- 작은부레관해파리
- 수염오목눈이
- 월리스뜸부기
- 오지크티스
- 프리스텔라
- 히야신스 마카우 앵무새
- 털납작벌레
- 은행나무
- 풀무치

## 같이 보기
- 단계통군